# CGIAR
El CGIAR es un consorcio de centros de investigación cuya labor es aumentar la seguridad alimentaria, reducir la pobreza rural, mejorar la salud y la nutrición humana y asegurar un manejo sostenible de los recursos naturales. Coordina la labor de 15 centros, en colaboración con organizaciones asociadas, institutos de investigación nacionales y regionales, la academia, el sector privado y la sociedad civil. Su equipo humano lo componen cerca de 8,000 personas, entre científicos y personal de apoyo, además de tener la colección de recursos genéticos más grande del mundo.

## Historia
En mayo de 1971, 11 países y 9 organizaciones fundaron el CGIAR con la convicción que la ciencia agrícola es un importante medio para combatir el hambre a nivel mundial. Los miembros fundadores fueron:
| - Bélgica - Canadá - Dinamarca - Francia - Alemania - Países Bajos - Noruega - Suecia - Suiza - Reino Unido - Estados Unidos | - Banco Asiático de Desarrollo - Organización de las Naciones Unidas para la Alimentación y la Agricultura (FAO) - Banco Interamericano de Desarrollo - International Development Research Center - Programa de las Naciones Unidas para el Desarrollo (PNUD) - Banco Mundial - Fundación Ford - Fundación W.K. Kellogg - Fundación Rockefeller |

Posteriormente, otros países y organizaciones se vincularon a la iniciativa, los cuales son:
| País           | Año  |
| -------------- | ---- |
| Australia      | 1972 |
| Japón          | 1972 |
| Italia         | 1975 |
| Nigeria        | 1975 |
| Arabia Saudita | 1975 |
| Nueva Zelanda  | 1979 |
| Irlanda        | 1979 |
| México         | 1980 |
| Filipinas      | 1980 |
| India          | 1981 |

| País          | Año  |
| ------------- | ---- |
| España        | 1981 |
| Brasil        | 1984 |
| China         | 1984 |
| Finlandia     | 1984 |
| Austria       | 1985 |
| Luxemburgo    | 1991 |
| Corea del Sur | 1991 |
| Indonesia     | 1993 |
| Rusia         | 1994 |
| Colombia      | 1994 |

| País            | Año  |
| --------------- | ---- |
| Bangladés       | 1995 |
| Egipto          | 1995 |
| Irán            | 1995 |
| Kenia           | 1995 |
| Rumania         | 1995 |
| Siria           | 1995 |
| Costa de Marfil | 1996 |
| Pakistán        | 1997 |
| Sudáfrica       | 1997 |
| Portugal        | 1997 |

| País      | Año  |
| --------- | ---- |
| Perú      | 1997 |
| Tailandia | 1997 |
| Uganda    | 1998 |
| Israel    | 2002 |
| Malasia   | 2002 |
| Marruecos | 2002 |
| Turquía   | 2005 |

| Organización                                                  | Año  |
| ------------------------------------------------------------- | ---- |
| Programa de las Naciones Unidas para el Medio Ambiente (UNEP) | 1974 |
| Fondo árabe para desarrollo económico y social                | 1977 |
| Commission of the European Communities                        | 1977 |
| Banco Africano de Desarrollo                                  | 1978 |
| Fondo Internacional de Desarrollo Agrícola                    | 1979 |
| Fondo para el Desarrollo Internacional de la OPEC             | 1980 |
| Fundación Syngenta                                            | 2002 |
| Consejo de Cooperación para los Estados Árabes del Golfo      | 2003 |

## Centros de Investigación
Los 15 centros que componen el consorcio son organizaciones sin ánimo de lucro, presentes principalmente en países en vías de desarrollo. Cada centro tiene su organización independiente con personal directivo, administrativo y científico. Las investigaciones responden a las políticas trazadas por el comité del consorcio.
| Centro                                                                                              | País sede      |
| --------------------------------------------------------------------------------------------------- | -------------- |
| Africa Rice Center                                                                                  | Benín          |
| Bioversity International                                                                            | Italia         |
| Centro para la Investigación Forestal Internacional (CIFOR)                                         | Indonesia      |
| Centro Internacional para la Investigación Agrícola en las Áreas Secas (ICARDA)                     | Líbano         |
| Centro Internacional de Agricultura Tropical (CIAT)                                                 | Colombia       |
| Instituto Internacional de Investigación de Cultivos para las Zonas Tropicales Semiáridas (ICRISAT) | India          |
| Instituto Internacional de Investigación sobre Políticas Alimentarias (IFPRI)                       | Estados Unidos |
| Instituto Internacional de Agricultura Tropical (IITA)                                              | Nigeria        |
| Instituto Internacional de Investigaciones Pecuarias (ILRI)                                         | Kenia          |
| Centro Internacional de Mejoramiento de Maíz y Trigo (CIMMYT)                                       | México         |
| Centro Internacional de la Papa (CIP)                                                               | Perú           |
| Instituto Internacional de Investigación del Arroz (IRRI)                                           | Filipinas      |
| Instituto Internacional para el Manejo del Agua (IWMI)                                              | Sri Lanka      |
| Centro Mundial Agroforestal (ICRAF)                                                                 | Kenia          |
| WorldFish                                                                                           | Malasia        |

El CGIAR originalmente era el acrónimo del inglés Consultative Group on International Agricultural Research o Grupo Consultivo para la Investigación Agrícola Internacional; sin embargo tras una reforma interna, se determinó que no estará ligado más al acrónimo y CGIAR sería el nombre para identificarlo.